# نيكولاس غارغانو
نيكولاس غارغانو (بالإنجليزية: Nicholas Gargano) (1 نوفمبر 1934 – 11 أبريل 2016) هو ملاكم من المملكة المتحدة راحل، مثّل بلاده في الألعاب الأولمبية الصيفية 1956 وحقق الميدالية البرونزية في فئة وزن الويلتر.

## روابط خارجية
نيكولاس غارغانو على موقع اللجنة الأولمبية الدولية (الإنجليزية)
- نيكولاس غارغانو على موقع أوليمبيديا (الإنجليزية)
- نيكولاس غارغانو على موقع اللجنة الأولمبية البريطانية (الإنجليزية)